# スパンクチェーン
スパンクチェーン（SpankChain）は、アダルトエンターテインメントのウェブサイトで、セックスワーク業界での決済に主に使用される暗号通貨取引。ユーザーは、スパンクチェーンイーサリアムベースの貨幣「SPANK」を使用してサービスの料金を支払う。スパンクチェーンのトークンは、「スパンクコイン」（SpankCoin）と呼ばれることもある。 